# Iván Darío González
Iván Darío González, född 14 augusti 1987, är en friidrottare från Colombia. Han deltog vid olympiska sommarspelen 2020.